# Illhaeusern
Illhaeusern (Duits: Illhäusern) is een gemeente in het Franse departement Haut-Rhin (regio Grand Est) en telde op 1 januari 2022 719 inwoners.

## Geschiedenis
De gemeente maakte deel uit van het kanton Ribeauvillé tot dit in 2014 werd opgeheven en de gemeenten werden opgenomen in het kanton Sainte-Marie-aux-Mines. in 2015 werd ook het arrondissement Ribeauvillé opgeheven en werden de gemeente opgenomen in het nieuwe arrondissement Colmar-Ribeauvillé.

## Geografie
De oppervlakte van Illhaeusern bedroeg op 1 januari 2022 10,46 vierkante kilometer; de bevolkingsdichtheid was toen 68,7 inwoners per km².

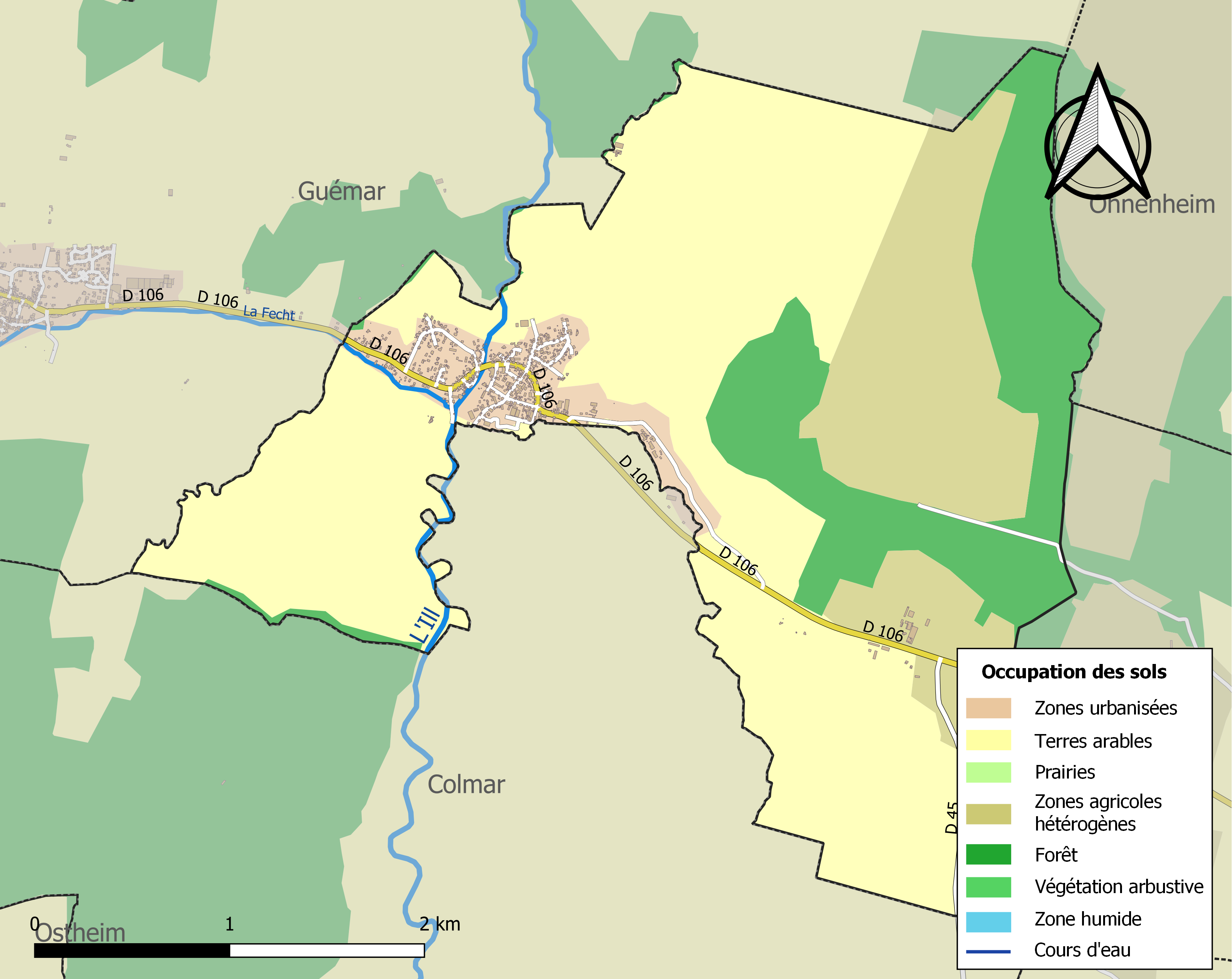
Kaart van de gemeente met de belangrijkste infrastructuur, bodemgebruik en omliggende gemeenten

## Demografie
Onderstaande figuur toont het verloop van het inwonertal (bron: INSEE-tellingen).